# Guerra d'indipendenza del Mozambico
La guerra d'indipendenza del Mozambico fu un conflitto armato tra i guerriglieri del Frente de Libertaçao de Moçambique, o FRELIMO, e le forze armate del Portogallo. La guerra ebbe inizio il 25 settembre 1964 e finì l'8 settembre del 1974 con un armistizio che sancì l'indipendenza del Mozambico nel 1975.
Le guerre per la lotta all'indipendenza dei territori sotto il dominio portoghese cominciarono nel 1961 in Angola, dove i ribelli iniziarono a massacrare ogni membro delle varie famiglie di origini portoghesi nelle zone più isolate e remote. Nel Mozambico le ostilità iniziarono nel 1964 a seguito dello sfruttamento e della riduzione in schiavitù delle popolazioni indigene da parte dei portoghesi. Visto che molti movimenti nazionalisti si diffusero in tutta l'Africa dopo la seconda guerra mondiale, anche i Mozambicani diventarono, piano piano, sempre più nazionalisti. I portoghesi che risiedevano in quest'area risposero, a loro difesa, con una sempre più numerosa presenza militare e con diversi progetti per aiutare questo paese in via di sviluppo. Un esilio di massa dei politici Mozambicani filo-portoghesi riuscì a fornire alle forze ribelli, anti-portoghesi, un porto sicuro dove potevano fomentare la rivolta popolare e pianificare azioni sovversive.
La formazione di una organizzazione di guerriglieri, il FRELIMO, e gli aiuti che arrivavano ad essa tramite l'Unione Sovietica, la Cina e Cuba, contribuì ad allungare la guerra. Da un punto di vista militare, le forze armate portoghesi furono sempre avvantaggiate nei confronti dei guerriglieri del FRELIMO, i quali riuscirono a prendere il sopravvento solo grazie al colpo di stato a Lisbona da parte della sinistra parlamentare, il quale provocò un profondo cambiamento politico nell'assetto di allora. La crescente influenza da parte dei comunisti sulle forze armate portoghesi che presero parte al colpo di stato in Portogallo e la pressione della comunità internazionale furono le cause principali della sconfitta delle forze armate portoghesi e la vittoria dell'organizzazione guerrigliera del FRELIMO.

## Conflitto

### Insorgenti sotto Mondlane (1964–69)
All'inizio della guerra, il FRELIMO riponeva poche speranze in una vittoria militare convenzionale, con soli 7000 combattenti contro una forza portoghese molto più grande. Le speranze si basavano sull'incoraggiare la popolazione locale a sostenere l'insurrezione, al fine di forzare un'indipendenza negoziata con Lisbona. Il Portogallo inviò in Mozambico forze militari per reprimere i disordini, con un numero di truppe che passò da 8 000 a 24 000 tra il 1964 e il 1967. L'ala militare del FRELIMO era comandata da Filipe Samuel Magaia, le cui forze furono addestrate dall'Algeria. I guerriglieri del FRELIMO erano armati con armi fornite dall'Unione Sovietica e dalla Cina. Le armi comuni includevano il fucile a moschettone Mosin-Nagant, i fucili automatici SKS e AK-47 e il sovietico PPSh-41. Furono utilizzate mitragliatrici leggere del tipo Degtjarëv, insieme alla DŠK e alla SG-43 Goryunov. Il FRELIMO era anche supportato da mortai, cannoni senza rinculo, RPG-2 e RPG-7, armi antiaeree come la ZPU-4 e dal 1974 la Strela-2.
Nelle fasi finali del conflitto, al FRELIMO furono forniti alcuni lanciatori di missili lanciati dalla spalla SA-7 MANPAD dalla Cina, benché non furono mai usati per abbattere aerei portoghesi. Durante il conflitto il Portogallo perse un solo aereo, e questo accadde quando il G.91R-4 del tenente Emilio Lourenço fu distrutto da una detonazione prematura del suo stesso ordigno.
Le forze portoghesi erano sotto il comando del generale António Augusto dos Santos, un uomo con una forte fiducia nelle nuove teorie della contro insurrezione. Augusto dos Santos ha sostenuto una collaborazione con la Rhodesia per creare unità di scout africani e altre squadre di forze speciali. A causa della politica portoghese di conservare equipaggiamenti aggiornati i soldati portoghesi che combattevano nelle fasi iniziali del conflitto furono dotati di radio della seconda guerra mondiale e del vecchio fucile Mauser Karabiner 98k. Con il proseguire dei combattimenti, la necessità di attrezzature più moderne è stata rapidamente riconosciuta e l'Heckler & Koch G3 e i fucili FN FAL furono adottati come arma standard sul campo di battaglia, insieme all'AR-10 per i paracadutisti. La MG 42 e, poi, nel 1968, la Heckler & Koch HK21 erano le mitragliatrici portoghesi, con mortai da 60, 81 e 120 mm, Howitzer Template:Howitzere i veicoli corazzati Panhard AML, Panhard EBR, Fox Armoured Car e Bravia Chaimite spesso impiegati per il supporto del fuoco.

#### Inizio degli attacchi FRELIMO
Nel 1964, i tentativi di negoziazione pacifica con il gruppo FRELIMO furono abbandonati. Il 25 settembre, Eduardo Mondlane iniziò a lanciare attacchi di guerriglia contro obiettivi nel Mozambico settentrionale dalla sua base in Tanzania. Soldati FRELIMO, con l'assistenza logistica della popolazione locale, attaccarono il posto amministrativo a Chai nella provincia di Cabo Delgado. I militanti FRELIMO furono in grado di sfuggire all'inseguimento e alla sorveglianza impiegando le tattiche di guerriglia classiche: facendo imboscate alle pattuglie, sabotando le comunicazioni e linee ferroviarie, facendo attacchi incursori contro gli avamposti portoghesi prima di svanire rapidamente in aree inaccessibili. Gli insorti erano in genere armati di fucili e mitragliatrici.
Gli attaccanti sfruttarono appieno la stagione dei monsoni per sfuggire all'inseguimento. Durante le forti piogge, era molto più difficile rintracciare gli insorti per via aerea, annullando così la superiorità del Portogallo. Truppe e veicoli portoghesi trovavano difficile il movimento durante le tempeste di pioggia. Al contrario, le truppe ribelli, con equipaggiamento più leggero, furono in grado di fuggire nella boscaglia (il mato). Inoltre, le forze di FRELIMO furono in grado di reperire cibo dall'ambiente circostante e dai villaggi locali. Questo fu un vantaggio perché non furono ostacolate da lunghe linee di rifornimento.
Con gli attacchi FRELIMO iniziali a Chai Chai, i combattimenti si diffusero a Niassa e Tete al centro del Mozambico. Durante le prime fasi del conflitto, l'attività di FRELIMO era ridotta a piccoli impegni e incursioni di dimensioni plotone, su installazioni portoghesi. Le forze di FRELIMO operavano spesso in piccoli gruppi da dieci a quindici quadri. La natura sparsa degli attacchi iniziali di FRELIMO fu un tentativo di disperdere le forze portoghesi.
Le truppe portoghesi hanno iniziato a subire perdite a novembre, combattendo nella regione settentrionale di Xilama. Con il crescente supporto della popolazione e il basso numero di truppe regolari portoghesi, FRELIMO fu in grado di avanzare rapidamente a sud verso Meponda e Mandimba, collegandosi a Tete con l'aiuto delle forze della vicina Repubblica del Malawi, che era diventato membro del Commonwealth of Nations il 6 luglio 1964. Nonostante la crescente gamma di operazioni FRELIMO, gli attacchi erano ancora limitati a piccole squadre di sciopero che attaccavano avamposti amministrativi leggermente difesi, con le linee di comunicazione e fornitura FRELIMO che utilizzavano canoe lungo il fiume Ruvuma e il lago Malawi.
Fu solo nel 1965 che il reclutamento di combattenti aumentò insieme al sostegno popolare e le squadre di sciopero furono in grado di aumentare di dimensioni. L'aumento del sostegno popolare fu in parte dovuto all'offerta di aiuto di FRELIMO agli esiliati del Mozambico, che erano fuggiti dal conflitto viaggiando nella vicina Tanzania. Come accadeva anche in Vietnam contro le forze francesi e americane, anche in Mozambico gli insorti usarono le mine antiuomo in gran parte per ferire le forze portoghesi, mettendo a dura prova le infrastrutture delle forze armate e demoralizzando i soldati.
I gruppi di attacco di FRELIMO avevano anche iniziato a crescere in dimensioni per includere oltre 100 soldati in alcuni casi, e anche gli insorti hanno iniziato ad accettare donne combattenti nei loro ranghi. Il 10 o l'11 ottobre 1966, al ritorno in Tanzania dopo aver ispezionato le linee del fronte, Filipe Samuel Magaia fu ucciso da colpi di arma da fuoco da Lourenço Matola, un guerrigliero FRELIMO che si diceva fosse al servizio del Portogallo.
Nel 1967 un settimo della popolazione e un quinto del territorio erano in mano a FRELIMO; in quel momento c'erano circa 8000 guerriglieri in combattimento. Durante questo periodo, Mondlane sollecitò un'ulteriore espansione dello sforzo bellico, ma cercò anche di trattenere i piccoli gruppi di sciopero. Con l'aumento dei costi di approvvigionamento, insieme con l'aumento dei territori liberati dai portoghesi e l'adozione di misure per ottenere il sostegno della popolazione, Mondlane decise di cercare assistenza dall'estero, in particolare dall'Unione Sovietica e dalla Cina. Da questi ottenne mitragliatrici di grosso calibro, fucili antiaerei e fucili senza rinculo da 75 mm e razzi da 122 mm.
Nel 1968 il secondo Congresso di FRELIMO fu una vittoria propagandistica per gli insorti, nonostante i tentativi dei portoghesi di bombardare il luogo dell'incontro a fine della giornata. Ciò diede a FRELIMO un ulteriore pretesto per far valere la propria voce alle Nazioni Unite.

### Programma di sviluppo portoghese
La diga di Cahora Bassa fu costruita dal governo coloniale portoghese durante la guerra come parte di un importante piano di sviluppo con l'obiettivo di ottenere il sostegno della popolazione.
A causa del divario tecnologico tra le civiltà, il Portogallo era stato una forza trainante nello sviluppo di tutta l'Africa portoghese dal XV secolo. Negli anni '60 e nei primi anni '70, per contrastare la crescente insurrezione delle forze FRELIMO e dimostrare al popolo portoghese e al mondo che il territorio era totalmente sotto controllo, il governo portoghese accelerò il suo importante programma di sviluppo per espandere e potenziare le infrastrutture del Mozambico portoghese costruendo nuove strade, ferrovie, ponti, dighe, sistemi di irrigazione, scuole e ospedali per stimolare un livello ancora più elevato di sostegno da parte della popolazione.
Nell'ambito di questo programma di riqualificazione, nel 1969 è iniziata la costruzione della diga di Cahora Bassa. Questo particolare progetto è diventato intrinsecamente collegato alle preoccupazioni del Portogallo per la sicurezza nei territori d'oltremare. Il governo portoghese ha visto la costruzione della diga a testimonianza "del Portogallo missione civilizzatrice" e destinato per la diga di riaffermare Mozambico fede nella forza e la sicurezza del governo portoghese all'estero. A tal fine, il Portogallo ha inviato tremila nuove truppe e oltre un milione di mine antiuomo in Mozambico per difendere il progetto di costruzione.
Comprendendo il significato simbolico della diga per i portoghesi, FRELIMO ha continuato a trascorrere sette anni nel tentativo di fermare la sua costruzione con la forza. Nessun attacco diretto ebbe mai successo, ma FRELIMO riuscì comunque a ostacolare i convogli lungo il percorso verso il sito. FRELIMO ha anche presentato una protesta alle Nazioni Unite per il progetto e la loro causa è stata aiutata da segnalazioni negative di azioni portoghesi in Mozambico. Nonostante il successivo ritiro di molti aiuti finanziari stranieri per la diga, fu finalmente completato nel dicembre 1974. Il valore propagandistico della diga nei confronti del portoghese fu oscurato dalla reazione pubblica mozambicana avversa all'ampia dispersione della popolazione indigena, che furono costretti a trasferirsi dalle loro case per consentire il progetto di costruzione. La diga ha anche privato gli agricoltori delle inondazioni critiche annuali, che precedentemente fecondavano nuovamente le piantagioni.

### Assassinio di Eduardo Mondlane
Il 3 febbraio 1969 Eduardo Mondlane fu ucciso da esplosivi introdotti clandestinamente nel suo paese. Molte fonti affermano che, nel tentativo di correggere la situazione in Mozambico, la polizia segreta portoghese abbia assassinato Mondlane inviando un pacco nel suo ufficio di Dar es Salaam. All'interno del pacco c'era un libro contenente un esplosivo che si detonava all'apertura. Altre fonti affermano che Eduardo fu ucciso quando un ordigno esplosivo fece esplodere sotto la sua sedia nel quartier generale del FRELIMO e che la fazione responsabile non fu mai identificata.
Le indagini originali hanno sollevato accuse a Silverio Nungo (che è stato successivamente giustiziato) e Lazaro Kavandame, leader di FRELIMO a Cabo Delgado. Quest'ultimo non aveva nascosto la sua sfiducia nei confronti di Mondlane, considerandolo un leader troppo conservatore, e la polizia tanzaniana lo aveva anche accusato di lavorare con PIDE per assassinare Mondlane. Lo stesso Kavandame si arrese ai portoghesi nell'aprile dello stesso anno.
Sebbene i dettagli esatti dell'assassinio rimangano dubbi, il coinvolgimento del governo portoghese, in particolare del Aginter Press o del PIDE, è generalmente accettato dalla maggior parte degli storici e dei biografi. Inizialmente, a causa dell'incertezza su chi fosse il responsabile, la morte di Mondlane creò grandi sospetti all'interno dei ranghi del FRELIMO stesso e una breve lotta di potere che portò a una drammatica oscillazione verso la sinistra politica.

### Continuazione della guerra (1969–74)
Nel 1969, il generale António Augusto dos Santos fu sollevato dal comando, con il generale Kaúlza de Arriaga che prese ufficialmente il controllo nel marzo 1970. Kaúlza de Arriaga favorì un metodo più diretto per combattere gli insorti, e la politica consolidata di usare le forze di contro-insurrezione africane era respinto a favore dello schieramento di regolari forze portoghesi accompagnato da un piccolo numero di combattenti africani. Il personale indigeno era ancora assunto per operazioni speciali, come i gruppi speciali di paracadutisti nel 1973, sebbene il loro ruolo fosse meno significativo sotto il nuovo comandante. Le sue tattiche furono in parte influenzate da un incontro con il generale degli Stati Uniti William Westmoreland.
Nel 1972 vi fu una crescente pressione da parte di altri comandanti, in particolare da parte del secondo di Kaúlza de Arriaga, il generale Francisco da Costa Gomes, per l'uso di soldati africani nelle unità di Flechas. Anche le unità Flechas (Frecce) erano impiegate in Angola ed erano unità sotto il comando del PIDE portoghese. Composto da uomini delle tribù locali, le unità si specializzarono nelle operazioni di localizzazione, ricognizione e antiterrorismo.
Costa Gomes sosteneva che i soldati africani erano più economici e riuscivano meglio a stabilire una relazione con la popolazione locale, una tattica simile alla strategia "dei cuori e delle menti" utilizzata all'epoca dalle forze statunitensi in Vietnam. Queste unità Flechas videro un'azione sul territorio nelle fasi finali del conflitto, in seguito al licenziamento di Kaúlza de Arriaga alla vigilia del colpo di stato portoghese nel 1974. Le unità dovevano continuare a causare problemi al FRELIMO anche dopo la Rivoluzione e il ritiro portoghese, quando il paese si trovò in una guerra civile.
Durante l'intero periodo 1970-1974, FRELIMO intensificò le operazioni di guerriglia, specializzandosi nel terrorismo urbano. Anche l'uso delle mine antiuomo si intensificò, con fonti che affermavano che erano diventate responsabili di due vittime portoghesi su tre. Durante il conflitto, FRELIMO usò una varietà di mine anticarro e antiuomo, tra cui PMN (Black Widow), TM-46 e POMZ. Sono state utilizzate anche miniere anfibie, come il PDM.

#### Controffensiva portoghese (giugno 1970)
Il 10 giugno 1970, una grande controffensiva fu lanciata dall'esercito portoghese. L'operazione Gordian Knot (portoghese: Operação Nó Górdio) prese di mira i campi ribelli permanenti e le vie di infiltrazione attraverso il confine con la Tanzania, nel nord del Mozambico, per un periodo di sette mesi. L'operazione coinvolse circa 35 000 truppe portoghesi, in particolare unità d'élite come paracadutisti, commando, marine e fucilieri navali. I problemi per i portoghesi sorsero quasi immediatamente quando l'offensiva coincise con l'inizio della stagione dei monsoni, creando ulteriori difficoltà logistiche. Non solo i soldati portoghesi erano mal equipaggiati, ma c'era una cooperazione molto scarsa, se non del tutto assente, tra la FAP e l'esercito. Pertanto, l'esercito non aveva un supporto aereo ravvicinato da parte della FAP. L'aumento delle vittime portoghesi iniziò a superare le perdite di FRELIMO, portando a un ulteriore intervento politico da Lisbona.
I portoghesi alla fine riportarono la morte di 651 guerriglieri (una cifra di circa 440 era probabilmente più vicina alla realtà) e 1 840 catturati, per la perdita di 132 soldati portoghesi. Il generale Arriaga affermò inoltre che le sue truppe avevano distrutto 61 basi di guerriglia e 165 campi di guerriglia, mentre nei primi due mesi erano state catturate 40 tonnellate di munizioni. Sebbene "Gordian Knot" fosse l'offensiva portoghese più efficace del conflitto, indebolendo i guerriglieri a tal punto da non essere più una minaccia significativa, l'operazione fu considerata un fallimento da alcuni ufficiali militari e dal governo.
Il 16 dicembre 1972, la sesta compagnia portoghese di commando in Mozambico uccise gli abitanti del villaggio di Wiriyamu, nel distretto di Tete. Denominato "massacro di Wiriyamu", i soldati uccisero tra il 150 (secondo la Croce Rossa) e il 300 (secondo un'indagine condotta dal quotidiano portoghese Expresso basato su testimonianze di soldati) gli abitanti del villaggio accusati di aver protetto i guerriglieri FRELIMO. L'azione, "Operazione Marosca", è stata pianificata su iniziativa di PIDE / DGSagenti e guidati dall'agente Chico Kachavi, che in seguito fu assassinato mentre era in corso un'inchiesta sugli eventi. Questo agente disse ai soldati che "gli ordini erano di ucciderli tutti", non importava che fossero trovati solo civili, donne e bambini. Tutte le vittime erano civili. Il massacro fu raccontato nel luglio 1973 dal prete cattolico britannico, padre Adrian Hastings, e da altri due sacerdoti missionari spagnoli. In seguito sono state presentate contro-dichiarazioni in un rapporto dell'arcivescovo di Dar es Salaam Laurean Rugambwa secondo il quale le uccisioni furono eseguite da combattenti FRELIMO, non da forze portoghesi. Inoltre, altri hanno affermato che i presunti massacri da parte delle forze militari portoghesi sono stati fabbricati per compromettere la reputazione dello stato portoghese all'estero. La giornalista portoghese Felícia Cabrita ha ricostruito in dettaglio il massacro di Wiriyamu intervistando sia i sopravvissuti che gli ex membri dell'unità commando dell'esercito portoghese che hanno effettuato il massacro. Il rapporto di Cabrita è stato pubblicato sul settimanale portoghese Expresso e successivamente in un libro che contiene diversi articoli del giornalista. Il 16 luglio 1973, lo Zambia ha condannato i presunti massacri compiuti dalle truppe portoghesi.
Nel 1973, FRELIMO stava anche estraendo città e villaggi civili nel tentativo di minare la fiducia dei civili nelle forze portoghesi. "Aldeamentos: agua para todos" (Villaggi di reinsediamento: acqua per tutti) era un messaggio comunemente visto nelle aree rurali, poiché i portoghesi cercavano di ricollocare e reinsediare la popolazione indigena, al fine di isolare il FRELIMO dalla sua base civile. Al contrario, la politica di misericordia di Mondlane verso i coloni civili portoghesi fu abbandonata nel 1973 dal nuovo comandante, Machel.  "Panico, demoralizzazione, abbandono e senso di futilità - tutte furono reazioni tra i bianchi in Mozambico" dichiarò lo storico del conflitto TH Henricksen nel 1983.
Questo cambiamento nella tattica portò alle proteste dei coloni portoghesi contro il governo di Lisbona,  un segno rivelatore dell'impopolarità del conflitto. In combinazione con la notizia del massacro di Wiriyamu e quella delle rinnovate aggressioni di FRELIMO nel 1973 e all'inizio del 1974, il peggioramento della situazione in Mozambico ha successivamente contribuito alla caduta del governo portoghese nel 1974. 

### Instabilità politica e cessate il fuoco (1974-1975)
Di ritorno a Lisbona, il braccio armato del Partito comunista portoghese, ovvero l'Ação Revolucionária Armada, creata alla fine degli anni '60, e le Brigadas Revolucionárias (BR), altra organizzazione di sinistra, hanno lavorato per resistere alle guerre coloniali. Avevano effettuato numerosi sabotaggi e bombardamenti contro obiettivi militari, come l'attacco alla base aerea di Tancos che distrusse diversi elicotteri l'8 marzo 1971 e l'attacco al quartier generale della NATO a Oeiras nell'ottobre dello stesso anno. L'attacco alla nave portoghese Niassa ha illustrato il ruolo delle guerre coloniali in questi disordini. Niassa (dal nome di una provincia del Mozambico) si stava preparando a lasciare Lisbona con truppe da schierare in Guinea. Al tempo della Rivoluzione dei garofani, erano stati registrati 100 000 schivatori. 
Grafico che mostra l'aumento delle spese militari durante le guerre coloniali portoghesi. Le barre gialle rappresentano la spesa militare "straordinaria" ordinaria e bordeaux.
La lotta alle guerre coloniali nelle colonie portoghesi aveva assorbito il quarantaquattro percento del bilancio complessivo portoghese che ha portato a una diversione di fondi dagli sviluppi infrastrutturali in Portogallo, contribuendo al crescente disordine nella nazione europea. L'impopolarità delle guerre coloniali tra molti portoghesi portò alla formazione di riviste e giornali, come Cadernos Circunstância, Cadernos Necessários, Tempo e Modo e Polémica, che avevano il sostegno degli studenti e chiedevano soluzioni politiche ai problemi coloniali del Portogallo. L'insoddisfazione in Portogallo culminò il 25 aprile 1974, quando la Rivoluzione dei garofani, un pacifico colpo di stato militare di sinistra a Lisbona, estromise il governo portoghese in carica di Marcelo Caetano. Migliaia di cittadini portoghesi hanno lasciato il Mozambico e il nuovo capo del governo, il generale António de Spínola, ha chiesto un cessate il fuoco. Con il cambio di governo a Lisbona, molti soldati si rifiutarono di continuare a combattere, rimanendo spesso nelle loro caserme invece di andare in pattuglia. I negoziati tra l'amministrazione portoghese sono culminati nell'accordo di Lusaka, firmato il 7 settembre 1974, che prevedeva la completa consegna del potere a FRELIMO, non contestato dalle elezioni. L'indipendenza formale è stata fissata per il 25 giugno 1975, il 13º anniversario della fondazione di FRELIMO.